# Lycosa salvadorensis
Lycosa salvadorensis este o specie de păianjeni din genul Lycosa, familia Lycosidae, descrisă de Kraus, 1955.
Este endemică în El Salvador. Conform Catalogue of Life specia Lycosa salvadorensis nu are subspecii cunoscute.